# 代谢流量
代谢流量或代谢通量是分子通过代谢途径的周转速率。在細胞內，流量由途徑中涉及的酵素調節不同條件下途徑的活性，對於所有代謝途徑至關重要。因此，流量在代谢网络建模中非常受关注，通过流量平衡分析和代谢控制分析来分析流量。
通过这种方式，流量是物质通过由代谢物和辅因子连接的代谢网络的運動，因此是使用單一特徵來描述整個代謝網絡活動的一種方式。

## 代谢流量
透過單獨考慮反應步驟來描述代謝物通過途徑的流量是最簡單的。每个反应的代谢物流量 ({\displaystyle J}) 是正向反应的速率 ({\displaystyle V_{f}})，减去逆向反应的速率 ({\displaystyle V_{r}})：
{\displaystyle J=V_{f}-V_{r}}
在平衡狀態下，則沒有流量。 此外，據觀察，在整個穩態路徑中，通量在不同程度上由路徑中的所有步驟決定。影响程度通过通量控制系数来衡量。

### 代谢流量的控制
通过代谢通路控制流量需要：
- 代謝步驟決定代謝通量的程度會根據生物體的代謝需求而改變。
- 由於上述要求而發生的通量變化被傳達到代謝途徑的其餘部分以維持穩態。 [2]

代谢通路流量的控制：
- 流量的控制是一種系統特性，它在不同程度上取決於系統中的所有相互作用。
- 通量的控制通过通量控制系数来衡量
- 在线性反应链中，通量控制系数的值介于0和1之间。
- 通量控制系数为0的步骤意味着该特定步骤对稳态通量没有影响。
- 线性链中通量控制系数为1的步骤意味着该特定步骤可以完全控制稳态通量。
- 通量控制係數只能在完整的系統中測量，並且不能透過例如在體外檢查分離的酶來確定。

## 代谢网络
細胞代謝表現為大量代謝反應，涉及將碳源（通常是葡萄糖）转化为大分子生物合成所需的構件。 這些反應在細胞內形成代謝網絡。 這些網絡可用於研究細胞內的新陳代謝。
為了使這些網路能夠交互，它們之間的緊密連接是必要的。 這種連接是透過使用常見的輔因子（例如ATP配合ADP、NADH配合NADPH）來提供。 除此之外，不同網路之間共享一些代謝物進一步加強了不同網路之間的連結。

### 代谢网络的控制
現有的代謝網絡透過調節催化不可逆反應的酶，透過酶促步驟來控制分子的運動。 分子經由可逆步驟的運動通常不受酵素調節，而是受產物和反應物的濃度調節。途徑調節步驟中的不可逆反應具有負自由能變化，因此僅促進一個方向的自發性反應。 可逆反應沒有自由能變化或自由能變化非常小。 因此，分子通過代謝網絡的運動受到簡單的化學平衡（在可逆步驟中）的控制，並且特定的關鍵酶受到調節（在不可逆步驟中）。 這種酵素調節可能是間接的，在酵素受某些細胞訊號傳導機制（如磷酸化）調節的情況下，也可能是直接的，如在别构调节情況下，來自代謝網絡不同部分的代謝物結合直接影響並影響其他酶的催化功能，以维持体内平衡。
與直覺相反的結果是，調節步驟往往具有較小的通量控制係數。 原因是這些步驟是穩定通量的控制系統的一部分，因此調節步驟的活動中的擾動將不可避免地觸發控制系統抵抗擾動，因此通量控制係數將趨於較小。 這解釋了其原因，例如，糖酵解中的磷酸果糖激酶具有如此小的通量控制系数。 

## 流量和基因型
代谢流量是基因表达、翻译、翻译后蛋白质修饰和蛋白质-代谢物相互作用的函数。 

## 流量和表型
中心碳代谢（葡萄糖代谢）的功能已经过微调，以准确满足与细胞生长相关的构建模块和吉布斯自由能的需求。因此，通过中心碳代谢的通量受到严格调节。
反应中的通量可以根据以下三个因素之一来定义
- 酶催化反应的活性
- 酶的性质
- 影响酶活性的代谢物浓度。 [5]

考虑到上述情况，代谢通量可以被描述为在某些条件下表达时细胞表型的最终表示。

## 细胞代谢流量的作用

### 哺乳动物细胞生长的调节
研究表明，快速生长的细胞的新陈代谢发生了变化。 这些变化是在葡萄糖代谢方面观察到的。新陈代谢发生变化是因为新陈代谢速率控制着协调转录因子激活以及决定细胞周期进程的各种信号转导途径。
生长的细胞需要合成新的核苷酸、膜和蛋白质成分。  這些物質可以從碳代謝（例如葡萄糖代謝）或從週邊代謝中獲得。 在異常生長的細胞中觀察到的通量增加是由高葡萄糖攝取引起的。

#### 癌症
自從觀察到腫瘤細胞與正常細胞相比表現出增強的葡萄糖代謝以來，代謝通量，更具體地說，由於各種途徑的變化而影響代謝的方式變得越來越重要。透過研究這些變化，可以更好地了解細胞生長的機制，並在可能的情況下開發治療方法來對抗新陳代謝增強的影響。

## 测量流量
有多种测量通量的方法，但所有这些方法都是间接的。因此，这些方法做出了一个关键假设，即进入给定细胞内代谢物池的所有通量平衡了流出该池的所有通量。
这一假设意味着对于给定的代谢网络，每种代谢物周围的平衡对系统施加了许多限制。
目前使用的技术主要围绕核磁共振（NMR）或气相色谱-质谱（GC-MS）的使用。
为了避免数据分析的复杂性，最近开发了一种更简单的估计通量比的方法，该方法基于共饲未标记和统一13C 标记的葡萄糖。然后使用核磁共振波谱分析代谢中间体模式。该方法还可用于确定代谢网络拓扑。

## 相关
- 通量平衡分析
- 代谢
- 细胞周期
- 代谢控制分析
- 生化系统方程